# Clotilde (reina visigoda)
Clotilde (†531), reina de los visigodos. Era hija de Clodoveo I, rey de los francos, y de su segunda mujer, Santa Clotilde.

## Historia
En el año 526 casó con su pariente lejano Amalarico, rey de los visigodos, en un matrimonio acordado tras la muerte de Clodoveo.
Clotilde, según Gregorio de Tours, fue enviada a Hispania con una gran dote de joyas caras. Con esta unión, Amalarico pretendía mejorar las relaciones con sus vecinos francos a la vez que fortalecer su posición frente a otros nobles pretendientes al trono visigodo. El objetivo del enlace no se consiguió debido a las diferencias religiosas de los dos esposos, pues Amalarico, que era arriano, no consiguió que Clotilde abjurara de su fe católica. Según Gregorio de Tours, Clotilde tuvo que resistir el maltrato y los métodos de su marido para convencerla, como el de arrojarle estiércol cuando iba a misa. 
Por esta u otras razones, el hermano de Clotilde, el rey franco Childeberto I, atacó el reino visigodo con 30.000 hombres, recuperó la Septimania y obligó a Amalarico a refugiarse en Barcelona, donde murió (531). De regreso a Francia con el ejército franco, Clotilde falleció en el camino, siendo llevada a enterrar a París.